# Trattamento superficiale
I trattamenti superficiali sono una vasta gamma di processi industriali che alterano la superficie di un prodotto lavorato per ottenere una determinata proprietà.  I processi di finitura possono essere impiegati per: migliorare l'aspetto, l'adesione o la bagnabilità, la saldabilità, la resistenza alla corrosione, la resistenza all'ossidazione, la resistenza chimica, la resistenza all'usura, la durezza, la modifica della conducibilità elettrica, la rimozione di sbavature e altri difetti superficiali e il controllo dell'attrito superficiale. In casi limitati alcune di queste tecniche possono essere utilizzate per ripristinare le dimensioni originali per salvare o riparare un oggetto usurato o danneggiato. Una superficie non finita è spesso chiamata grezza . 
I processi di finitura superficiale possono essere classificati in base al modo in cui incidono sul pezzo: 
- Aggiunta o modifica della finitura (modifica o aggiunta di materiale superficiale)
- Rimozione o rimodellamento della finitura (asportazione di materiale)

I processi meccanici possono anche essere classificati insieme a causa di somiglianze della finitura superficiale finale . 

## Aggiunta e modifica
- Sbiancamento
- Brunitura
- Calandratura
- Indurimento superficiale
- Smaltatura ceramica
- Cladding
- Trattamento al plasma
- Processi di diffusione: 
  - Carburazione
  - Nitrurazione
- Placcatura elettrolitica
- Galvanostegia
- Zincatura
- Doratura
- Vetrificazione
- Zigrinatura
- Pittura
- Rivestimento di passivazione / conversione superficiale
  - Anodizzazione
  - Bluitura o rinvenimento al blu
  - Rivestimento di conversione cromata
  - Rivestimento di conversione fosfato
  - Ossidazione elettrolitica al plasma
- Pallinatura 
  - Pallinatura
  - Pallinatura laser
- Decapaggio
- Spruzzo al plasma
- Verniciatura a polvere
- Deposizione a film sottile
  - Deposizione di vapore chimico (CVD)
  - Galvanotecnica
  - Deposizione elettroforetica (EPD)
  - Placcatura meccanica
  - Deposizione di particelle
  - Deposizione fisica del vapore (PVD)
  - Placcatura sotto vuoto
- Smalto vetroso

## Rimozione e rimodellamento
- Sabbiatura
- Lucidatura chimico-meccanica (CMP)
- Elettrolucidatura
- Lucidatura a fiamma
- Fascio ionico a grappolo di gas
- Molatura
- Incisione chimica
- Asportazione laser
- Incisione laser
- Spianatura
- Finitura assistita da campo magnetico
- Processi di finitura di massa
  - Finitura a tamburo
  - Finitura vibrante
- Pallinatura 
  - Pallinatura
  - Pallinatura laser
- Decapaggio
- Lucidatura 
  - Lucidatura
  - Lappatura
- Superfinitura

## Finitura meccanica
I processi di finitura meccanica includono:
- Sabbiatura
- Brunitura
- Molatura
  - Rettifica
- Finitura di massa
  - Finitura a tamburo
  - Finitura vibrante
- lucidatura 
  - Lucidatura
  - Lappatura

L'uso di abrasivi nella lucidatura dei metalli porta a quella che viene considerata una "finitura meccanica".

### Denominazioni di finiture metalliche
Finitura n. 3
Conosciuto anche come rettifica, sgrossatura o molatura grossolana. Queste finiture sono di natura grossolana e di solito sono una finitura preliminare applicata prima della produzione. Un esempio potrebbe essere, per esempio, la rimozione dei canali di fusione, sbavatura o rimozione di materiale di saldatura in eccesso. Ha un aspetto ruvido e si applica usando un abrasivo a grana 36–100.
Quando la finitura è specificata come n. 3, il materiale viene carteggiato con una grana uniforme di 60–80. 
Finitura n. 4 architettonica
Conosciuto anche come spazzolatura, direzionale o satinata. Una finitura architettonica n. 4 è caratterizzata da raffinate linee di levigatura dall'aspetto uniforme e direzionale. Viene prodotto lucidando il metallo con un nastro di carta vetrata a grana 120-180 oppure con un disco a grana 80-120. 
Finitura n. 5 lattiero-casearia o sanitaria
Questa finitura è comunemente usata per l'industria medica e alimentare e quasi esclusivamente per l'acciaio inossidabile. Questa finitura è molto più fine di una finitura architettonica n. 4. Questa finitura migliora l'aspetto fisico del metallo e aumenta i benefici sanitari. Si presta molta attenzione a rimuovere eventuali difetti superficiali nel metallo, come le fosse, che potrebbero consentire ai batteri di crescere. Una finitura lattiero-casearia o sanitaria n. 4 viene prodotta lucidando con un nastro abrasivo a grana 180–240 o un disco ammorbidito con una mescola senza grasso a grana 120–240. 
Finitura n. 6
Conosciuto anche come una finitura satinata fine. Questa finitura viene prodotta lucidando con una cinghia o una ruota di grana 220-280 ammorbidita con una mescola senza grasso 220-230 o una cinghia o un cuscinetto abrasivo non tessuto molto fine. Le linee di lucidatura saranno morbide e meno riflettenti di una finitura architettonica n. 4. 
Finitura n. 7
Una finitura n. 7 viene prodotta lucidando con una cinghia o ruota 280–320 e lucidando di sisal con una mescola tagliata e colorata. Questa è una finitura semilucida che avrà ancora alcune linee di lucidatura ma saranno molto opache. L'acciaio al carbonio e il ferro sono comunemente lucidati con una finitura n. 7 prima della cromatura. Una finitura n. 7 può essere resa brillante da una lucidatura a colori con composto colorante e un tampone di cotone. Questo è comunemente applicato per contenere i costi di lucidatura quando una parte deve essere lucida ma non impeccabile.
Finitura n. 8
Conosciuto anche come finitura a specchio. Questa finitura viene prodotta mediante lucidatura con almeno una finitura a nastro o ruota da 320 grana. Ci si assicurerà che tutti i difetti superficiali vengano rimossi. La parte viene lucidata in sisal e quindi lucidata a colori per ottenere una finitura a specchio. La qualità di questa finitura dipende dalla qualità del metallo da lucidare. Alcune leghe di acciaio e alluminio non possono essere lucidate a specchio. Anche i getti che hanno scorie o fosse saranno difficili, se non impossibili, da lucidare a un n. 8.